# CegeSoma

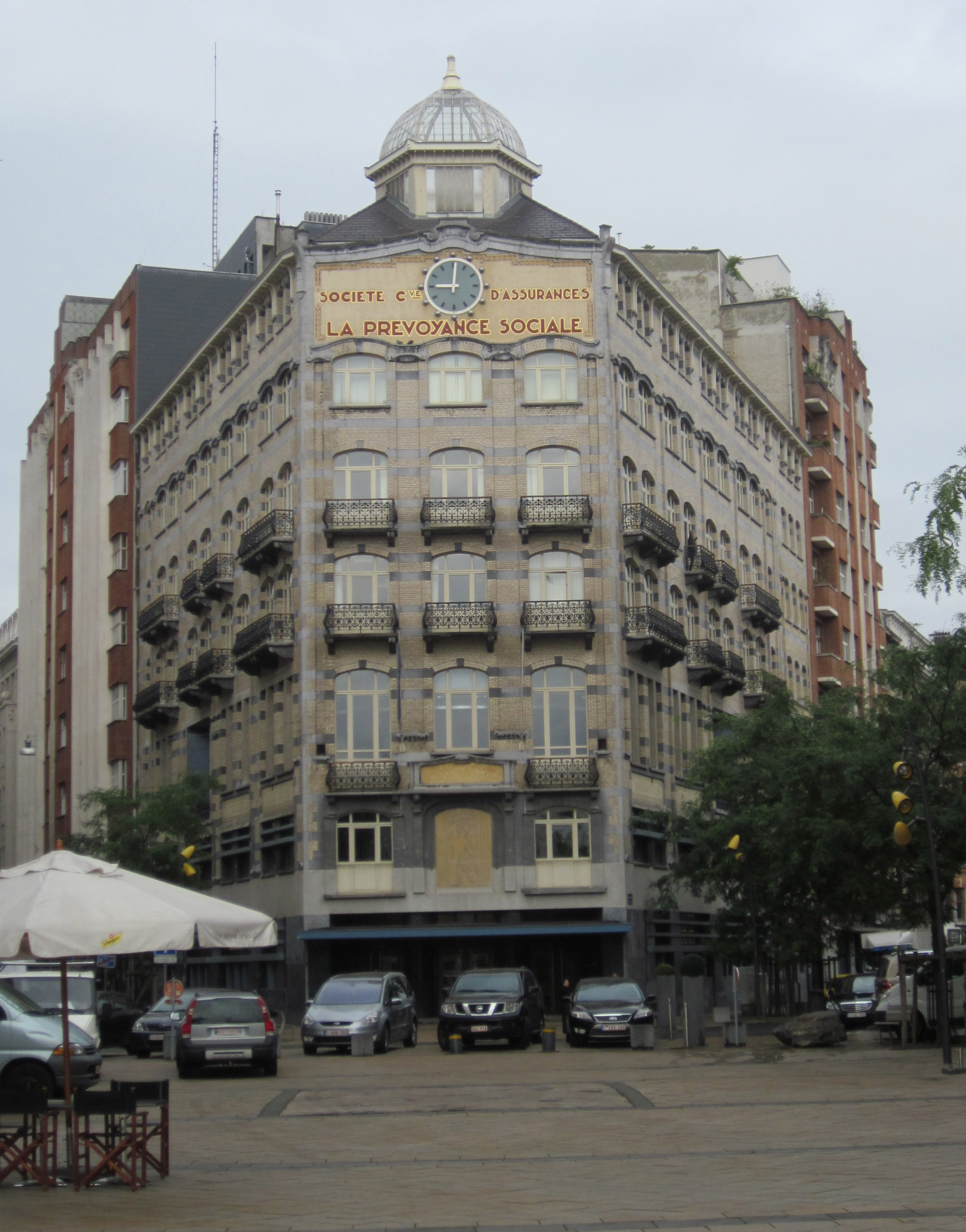
Het CegeSoma is gehuisvest in Anderlecht

Het CegeSoma – Studiecentrum Oorlog en Maatschappij is een federaal onderzoeks- en documentatiecentrum in Brussel, dat onderzoek doet naar conflicten en oorlogen in de 20ste eeuw en hun repercussies op de Belgische samenleving. Het houdt zich tevens bezig met het documenteren van deze materie en met de organisatie van publieksevenementen. 
De verantwoordelijke van het CegeSoma is Nico Wouters. Het studiecentrum beschikt over een publieke leeszaal en is gevestigd aan de Luchtvaartsquare 29 in Brussel. De hoofdthema's zijn de twee wereldoorlogen, maar de aandacht gaat ook uit naar de vele andere thema's die de twintigste eeuw hebben gekenmerkt, waaronder fascisme, nazisme, communisme, Koude Oorlog, kolonialisme en dekolonisatie.
Het CegeSoma is een van de twintig archiefbewaarplaatsen van het Rijksarchief.

## Geschiedenis
Het CegeSoma werd op 13 december 1967 opgericht als het Navorsings- en Studiecentrum voor de Geschiedenis van de Tweede Wereldoorlog (NCWOII), of in het Frans Centre de Recherches et d'Etudes historiques de la Seconde Guerre mondiale (CREHSGM). Tot het einde van 2015 was de naam Studie- en Documentatiecentrum Oorlog en Hedendaagse Maatschappij (Centre d'Etudes et de Documentation Guerre et Sociétés contemporaines).
In 2016 werd het CegeSoma geïntegreerd in het Rijksarchief. Twee jaar later gebeurde hetzelfde met de Dienst Archief Oorlogsslachtoffers. Op die manier werden de belangrijkste Belgische collecties over de twee wereldoorlogen in één organisatie verenigd.